# NGC 1609
NGC 1609 је лентикуларна галаксија у сазвежђу Еридан која се налази на NGC листи објеката дубоког неба.
Деклинација објекта је - 4° 22' 19" а ректасцензија 4h 32m 45,0s. Привидна величина (магнитуда) објекта NGC 1609 износи 13,5 а фотографска магнитуда 14,4. NGC 1609 је још познат и под ознакама MCG -1-12-25, NPM1G -04.0199, PGC 15480.